# In commendam
Commendam o in commendam, en derecho canónico, era una forma de transferir un beneficio eclesiástico, confiado o encomendado a la custodia de un patrón. 
La frase in commendam se aplicó originalmente a la colación o derecho a conferir la ocupación provisional de un beneficio eclesiástico, que estaba temporalmente sin ocupante, por contraste con la concesión de un título, in titulum, que se aplicaba a la ocupación regular y no condicionada de un beneficio.
La palabra commendam es el acusativo singular del sustantivo latino commenda, 'confianza' o 'custodia', que se deriva del verbo commendare ('encomendar', 'confiar').
Otorgar un beneficio in commendam llegó a ser más común en los monasterios, y el abad comendatario obtenía una parte de los ingresos del monasterio, pero sin cumplir con los deberes del abad o incluso sin residir en el monasterio.

## Historia

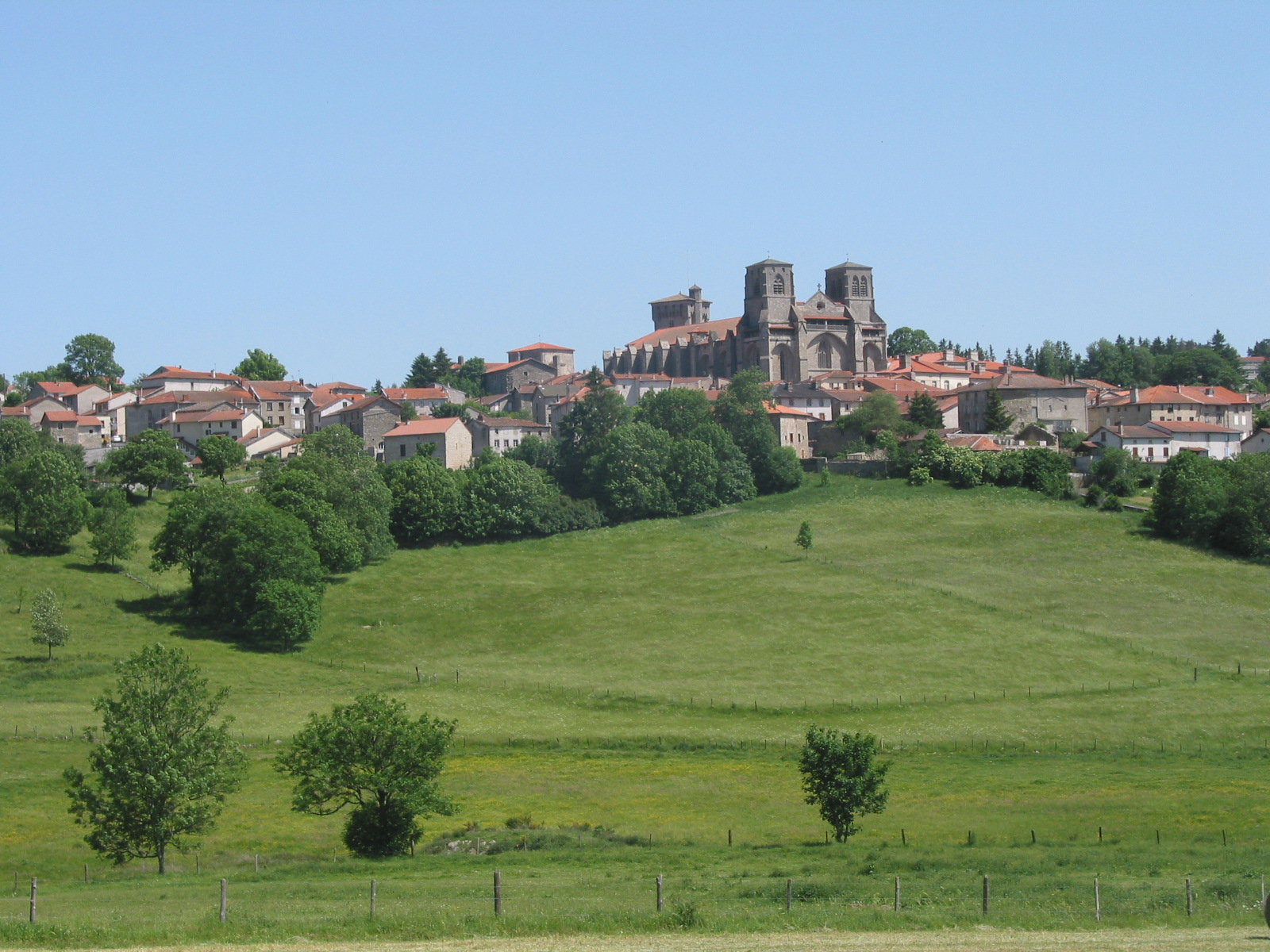
Abadía de la Chaise-Dieu, in commendam 1518–1640.

El establecimiento de beneficios eclesiásticos fue una forma de garantizar la estabilidad financiera de la Iglesia. Los bienes inmuebles y otros bienes donados a la Iglesia se erigieron como un fondo estable y los ingresos se asignaron a un cargo en particular. El párroco, obispo u otro cargo eclesiástico tendría derecho a recibir los ingresos del beneficio para mantenerse a sí mismo y cubrir los gastos relacionados con su ministerio.
Existe evidencia de que la concesión de un beneficio in commendam se practicaba ya en el siglo IV. En una carta escrita hacia 379, Ambrosio menciona una iglesia que dio in commendam, mientras era obispo de Milán: "Commendo tibi, fili, Ecclesiam quae est ad Forum Cornelii ... donec ei ordinetur episcopus" ('Te encomiendo, hijo mío, la iglesia que está en el Foro Cornelia... hasta que se le asigne un obispo').
La propiedad de una iglesia temporalmente desocupada (beneficio eclesiástico) podía confiarse a la protección de un miembro de la iglesia, para salvaguardarla y administrarla hasta que se restableciese el orden y se otorgase in titulum a un nuevo y permanente titular del cargo. Mientras tanto, el patrón recibiría los ingresos generados por la propiedad. Cada una de las primeras basílicas de Roma estaba bajo la tutela de un patrón.
El beneficio mantenido in commendam podía utilizarse para proporcionar un administrador temporal a una iglesia o monasterio que estuviese en riesgo de ruina financiera. También proporcionaba un ingreso estable a quien fuera nominado. El Tercer Concilio de Orleans, celebrado en el año 538, en su decimoctavo canon pone las encomiendas bajo supervisión episcopal (Mansi, "Coll. Amplissima Conc.", IX, 17). San Gregorio Magno (590-604) otorgó monasterios vacantes in commendam a obispos que habían sido expulsados de sus sedes por los invasores bárbaros, o cuyas propias iglesias eran demasiado pobres, con ingresos insuficientes, para poder amueblarlas y tener un sustento digno.
En el siglo VIII, esta práctica llegó a ser motivo de amplio abuso cuando los reyes reclamaron el derecho a nombrar abades in commendam sobre los monasterios, a menudo nombrando a sus propios vasallos, que no eran monjes sino laicos, como una forma de recompensarlos. Estos abades no ejercían el cuidado espiritual de los monjes, pero tenían el derecho de administrar los asuntos temporales del monasterio, y algunos fueron llevados a la ruina financiera.
Cuando en 1122 la Querella de las investiduras se resolvió a favor de la Iglesia, se abolió el nombramiento de laicos como abades in commendam. Sin embargo, el clero podía ser nombrado abad comendador, y durante la Edad Media se solía utilizar para proporcionar ingresos a profesores, estudiantes, diplomáticos eclesiásticos o cardenales. Este clérigo podía nombrar y pagar a otra persona para que cumpliese con las responsabilidades diarias del cargo.
Esta práctica estaba abierta a abusos. Los bien relacionados o los cardenales favorecidos empezaron a recibir múltiples beneficios, aceptándolos como clérigos absentistas, aumentando sus posesiones personales en detrimento de la Iglesia. Las disposicioness ya no eran temporales y podían mantenerse de por vida. Las comunidades monásticas, de las que se tomaron estas concesiones, perdieron ingresos y no obtuvieron nada a cambio, sufriendo una mala administración espiritual y temporal.
En la Francia del siglo XVI, sin embargo, los reyes continuaron designando abades y el nombramiento de parientes cercanos al rey se convirtió en algo común, y particularmente en la abadía de la Chaise-Dieu.